# Aroánia Óri
Aroánia Óri är en bergskedja i Grekland.   Den ligger i regionen Västra Grekland, i den centrala delen av landet, 130 km väster om huvudstaden Aten.